# Barret de castor

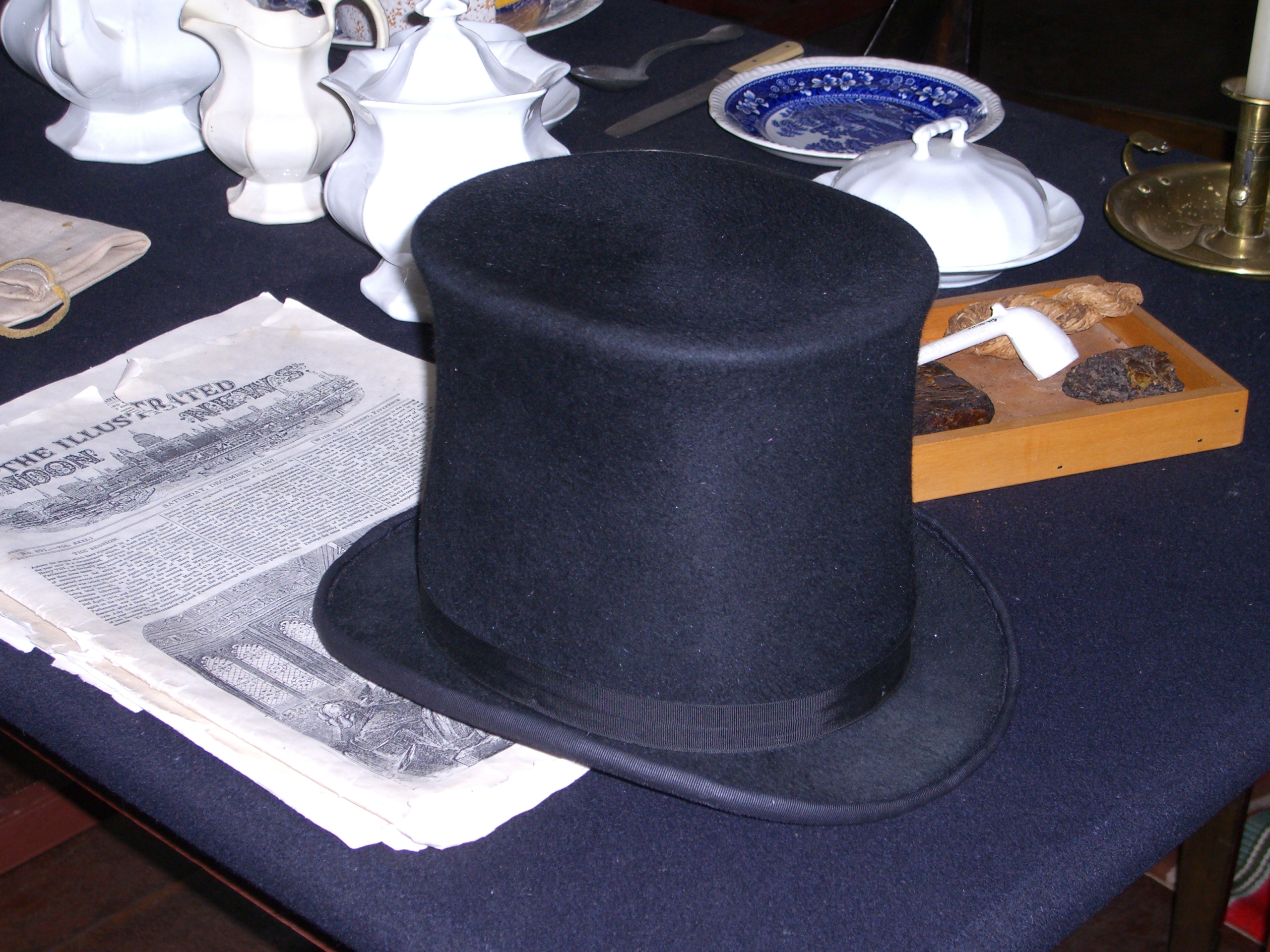
Barret de castor fet de feltre.

Un barret de castor és un barret fet amb feltre de pèls de castor. Aquests barrets estaven de moda a gran part d'Europa durant el període 1550-1850 gràcies al material suau però resistent que es podia tallar fàcilment per produir una varietat de formes de barret (incloent-hi el barret de copa alta). Els barrets de castor més petits s'anomenaven sovint beaverkins.